# 2. Kurhessisches Infanterie-Regiment Nr. 82

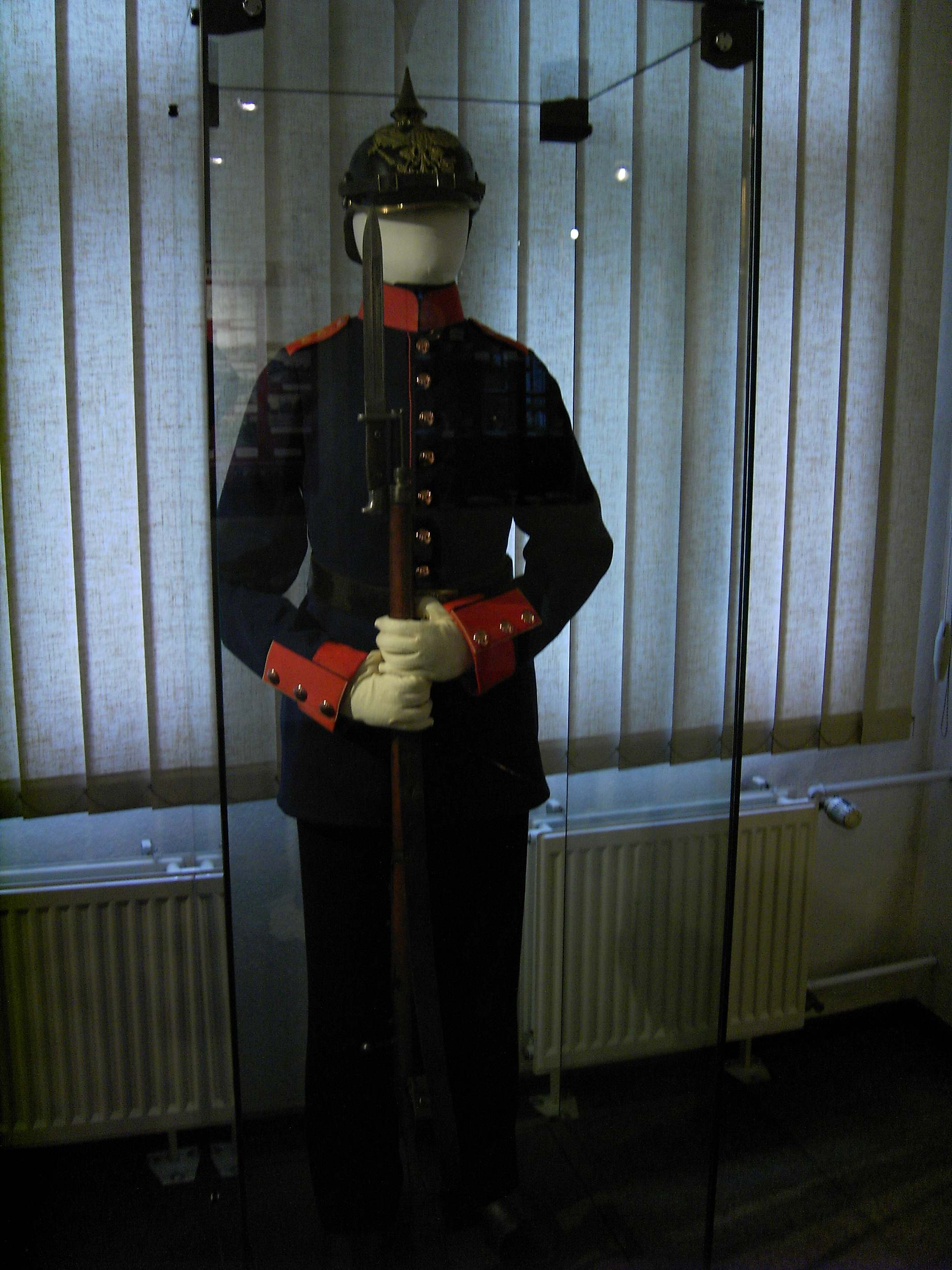
Friedensuniform des Regiments

Das 2. Kurhessische Infanterie-Regiment Nr. 82 war ein Infanterieverband der Preußischen Armee.

## Geschichte
Mit einem Stamm aus Personal des bis 1866 bestehenden „2. Kurfürstliche-Hessischen Infanterie-Regiments Landgraf Wilhelm“ wurde nach der Annexion Kurhessens das preußische Infanterie-Regiment Nr. 82 aufgestellt. Das frühere Regiment war insbesondere dafür bekannt, durch den Soldatenhandel unter Landgraf Friedrich II. von Hessen-Kassel von 1776 bis 1783  im Amerikanischen Unabhängigkeitskrieg gekämpft zu haben.
Der Verband wurde am 30. Oktober 1866 als Infanterie-Regiment Nr. 82 in Posen aufgestellt und gehörte 1914 zu der 22. Division in Kassel. Im November traten zur Personalergänzung insgesamt zwölf Kompanien der Regimenter 6, 37, 46 und 50 hinzu.
Das Regiment bildete mit dem Infanterie-Regiment Nr. 83 die 43. Infanterie-Brigade der 22. Division im XI. Armee-Korps. Am 3. Juli 1867 erhielt es seine Fahnen und im Herbst desselben Jahres den Namen „2. Hessisches Infanterie-Regiment Nr. 82“.

### Standorte
- 1866: Stab, I. und II. Bataillon in Hanau, III. Bataillon (Füsilier-Bataillon) in Frankfurt am Main
- 1867: Homburg, Jägerkaserne
- 1871: Stab, I. Bataillon in Göttingen, II. Bataillon in Hameln, III. Bataillon in Einbeck
- 1872: II. Bataillon in Northeim
- 1890: II. Bataillon in Goslar
- 1. Oktober 1896: III. Bataillon Göttingen
- 1. April 1897: III. Bataillon Göttingen (Gesamtes Regiment nunmehr in Göttingen)

### Deutsch-Französischer Krieg
Im Deutsch-Französischen Krieg kämpften das II. und III. Bataillon in der Schlacht bei Wörth am 6. August 1870, das I. Bataillon war an diesem Tag zur Bedeckung des kronprinzlichen Hauptquartiers in Sulz abgestellt. Bei der Schlacht bei Sedan kämpfte das Regiment an der Nordfront und nahm ab dem 22. September 1870 an der Belagerung von Paris teil. Am 1. März 1871 rückte das Füsilier-Bataillon mit in Paris ein.
Am 24. Januar 1899 erhielt das Regiment den Namen „2. Kurhessisches Infanterie-Regiment 82“. Da es auch offiziell die Tradition des „2. Kurhessischen Infanterie-Regiments Landgraf Wilhelm“ fortführte, konnte das Regiment 1913 sein hundertjähriges Bestehen feiern.

### Erster Weltkrieg
Am 1. August 1914 erhielt das Regiment den Mobilmachungsbefehl und überschritt am 4. August 1914 morgens die belgische Grenze bei Malmedy mit Ziel Stavelot und La Gleize. Bis zum 13. August nahm es an den Kämpfen um und der Eroberung der Festungsstadt Lüttich teil und war anschließend vom 20. bis 24. August bei der Eroberung von Namur eingesetzt.
Am 30. August wurde das Regiment mit dem XI. Armee-Korps nach Ostpreußen verlegt, wo es am 3. September in Osterode eintraf. Am 11. September 1914 fiel dem Regiment als erster deutschen Einheit bei Erdauen eine russische Regimentsfahne in die Hände. Es handelte sich um die „St. Georgsfahne“ des 119. Russischen Infanterie-Regiments. Nach schweren Kämpfen bei Stallupönen gelang es dem Regiment, etwa 2000 russische Soldaten gefangen zu nehmen. Der Verband kämpfte am 4. Oktober im Gefecht bei Opatow, vom 13. bis 20. Oktober an der Weichsel und unter General von Mackensen bei Wlozlawc, Kutno und Lodz. Bis zum 18. Mai 1915 lag der Verband in Stellungskämpfen an der Rawka.
Vom 12. bis 15. Juni 1915 folgte die Teilnahme an der großen Durchbruchsschlacht von Lubaczowka und die Rückeroberung von Lemberg. Vom 16. bis 18. Juli 1915 gab es Kämpfe an der österreichisch-russischen Grenze bei Krasnostraw. Es folgte die Teilnahme an den Kämpfen von Wlodawa am Bug (13. bis 17. August), bei Brest-Litowsk, Tschernysch, Stellungskämpfen am Stochod und am Styr. Vom 23. März 1916 an lag das Regiment im Raum von Mitau, kämpfte bis Oktober 1917 aber häufig im Süden, um die österreichisch-ungarische Front zu stärken.
Im Oktober 1917 verließ das Regiment die Ostfront, besetzte am 21. Oktober Stellungen vor Verdun und blieb dort bis zum 10. Mai 1918. Anschließend folgte die Teilnahme an der Schlacht von Reims und der letzten deutschen Großoffensive beiderseits Reims vom 15. bis 17. Juli 1918. Hierbei gelang es, den Courton-Wald und die Höhe 230 bei Nanteuil zu erobern. Nach der Großoffensive folgten die großen Abwehrschlachten zwischen Soissons und Reims. Bei Kriegsende am 11. November 1918 befand sich die Einheit bereits auf dem Rückmarsch zwischen Douai und Valenciennes.
Das Regiment hatte während des Krieges Verluste von 88 Offizieren, 13 Offizierdiensttuenden und 2574 Unteroffizieren und Mannschaften zu verzeichnen.

### Verbleib
Am 27. November 1918 traf das Regiment wieder in seiner Garnisonsstadt Göttingen ein, wo es ab 28. November 1918 demobilisiert und schließlich aufgelöst wurde. Teile des Regiments bildeten nach der Demobilisierung das Freiwilligen-Regiment des Hessen-Thüringen-Waldeckschen Freikorps. Dieses wurde im Oktober 1919 zum I. Bataillon des Reichswehr-Infanterie-Regiments 20.
Die Tradition übernahm in der Reichswehr durch Erlass des Chefs der Heeresleitung General der Infanterie Hans von Seeckt vom 24. August 1921 die 5. Kompanie des 17. Infanterie-Regiments in Göttingen. In der Wehrmacht führte das Infanterieregiment 82 die Tradition fort.

## Kommandeure
| Dienstgrad            | Name                     | Datum                                                            |
| --------------------- | ------------------------ | ---------------------------------------------------------------- |
| Oberst                | Ferdinand von Borries    | 30. Oktober 1866 bis 21. November 1870                           |
| Oberst                | Dietrich von Grawert     | 21. November 1870 bis 28. März 1871 (mit der Führung beauftragt) |
| Oberst                | Dietrich von Grawert     | 29. März bis 31. Dezember 1871                                   |
| Oberstleutnant        | Rudolf von Hildebrand    | 01. bis 10. Januar 1872 (mit der Führung beauftragt)             |
| Oberst                | Rudolf von Hildebrand    | 10. Januar 1872 bis 12. Oktober 1877                             |
| Oberst                | Felix von Erckert        | 13. Oktober 1877 bis 2. Februar 1881                             |
| Oberstleutnant        | Robert von Unger         | 03. Februar bis 13. Mai 1881 (mit der Führung beauftragt)        |
| Oberstleutnant/Oberst | Robert von Unger         | 14. Mai 1881 bis 25. März 1885                                   |
| Oberst                | Hermann von Peschke      | 26. März 1885 bis 27. Februar 1888                               |
| Oberst                | Max Gottschalck          | 01. März 1888 bis 23. März 1890                                  |
| Oberst                | Karl von Schierstedt     | 24. März 1890 bis 15. April 1892                                 |
| Oberst                | Hans von Zschüschen      | 16. April 1892 bis 17. April 1896                                |
| Oberst                | Hugo Kohlhoff            | 18. April 1896 bis 24. März 1899                                 |
| Oberst                | William von Voigts-Rhetz | 25. März 1899 bis 6. Juli 1901                                   |
| Oberst                | Ernst von Dassel         | 07. Juli 1901 bis 23. April 1904                                 |
| Oberst                | Otto Kunau               | 24. April 1904 bis 20. März 1906                                 |
| Oberst                | Ernst von Gladitz        | 21. März 1906 bis 23. März 1909                                  |
| Oberst                | Wilhelm Müller           | 24. März 1909 bis 21. März 1912                                  |
| Oberst                | Max Chalons              | 22. März 1911 bis 17. April 1913                                 |
| Oberst                | Gustav von Förster       | 18. April 1913 bis 30. Dezember 1914                             |
| Oberstleutnant/Oberst | Georg Schmidt            | 31. Dezember 1914 bis Dezember 1918                              |

## Sonstiges

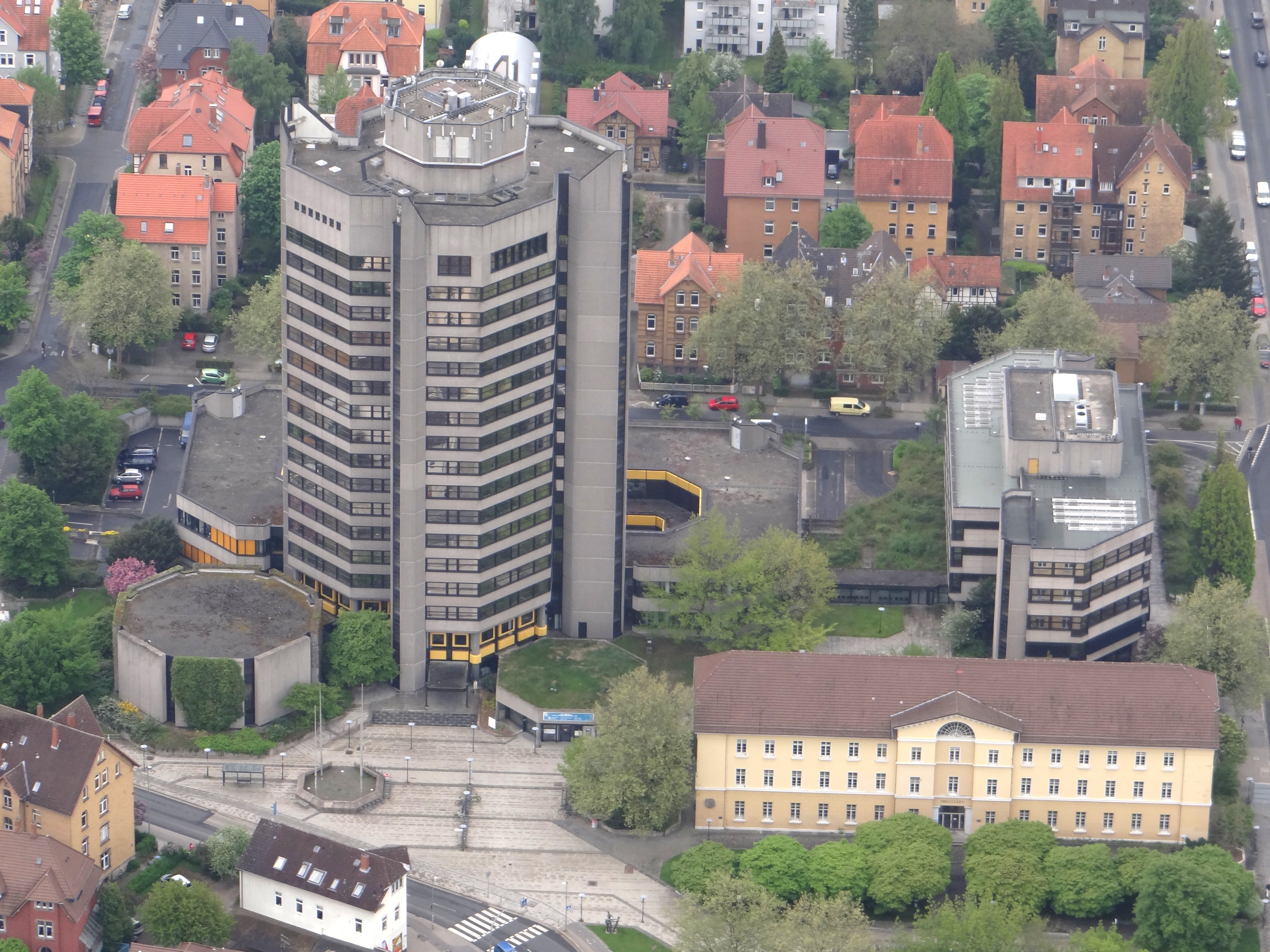
Ehem. „82er Platz“ vor dem Neuen Rathaus, Göttingen

Der ehemalige Exerzierplatz des Regiments in Göttingen hieß bis 1992 „82er Platz“, seitdem auf Betreiben der Grünen-Fraktion im Göttinger Stadtrat Hiroshimaplatz. Heute ist vor dem 1834 errichteten ehemaligen Kasernengebäude und neben dem 1978 bezogenen Neuen Rathaus eine kleine Anlage mit Springbrunnen.
→ siehe auch: Kurfürstlich Hessische Armee